# Sambour (district)
Sambour est un district de la province de Kratie, au Cambodge. Selon le recensement de 1998, la population comptait 41 732 habitants.

## Communes
Sambour est composé de 10 communes :
| Commune          | Villages                                                                                  |
| ---------------- | ----------------------------------------------------------------------------------------- |
| Boeng Char       | Damrae, Kampong Roteh, Kaoh Dambang                                                       |
| Kampong Cham     | a Chen, Ampil Tuek, Kampong Krabei, Kaoh Phdau, Samphin, Tonsaong Thleak, Yeav            |
| Kbal Damrei      | Changhab, Ou Pou, Ou Ta Noeng, Srae Sbov, Srae Traeng                                     |
| Kaoh Khnhaer     | Bay Samnom, Cheung Peat, Kampong Pnov, Kaoh Chbar, Svay Chek                              |
| Ou Krieng        | Koh Khnhaer, Khsach Leav, Srae Sangkae, Ou Krieng, Ou Preah, Pon Ta Chea                  |
| Roluos Mean Chey | Pakleae, Srae Roluos, Srae Chhuk, Srae Toung                                              |
| Sambour          | Char Thnaol, Doun Meas, Kaeng Prasat, Kaoh Real, Kaoh Sam, Sambour, Samraong, Srae Khoean |
| Sandan           | Thmei, Thum, Sandan, Sangkom                                                              |
| Srae Chis        | Ampok, Koun Va, Phnum Pir, Rovieng, Srae Chis, Srae Tnaot                                 |
| Voadthonak       | Anlong Preah Kou, Preaek Krieng, Vodthonak, Ta Nguon                                      |

## Crédit d’auteurs
- (en) Cet article est partiellement ou en totalité issu de l’article de Wikipédia en anglais intitulé « Sambour District » (voir la liste des auteurs).